# Jiří Stivín
Jiří Stivín (* 23. listopadu 1942 Praha) je český jazzový hudebník, multiinstrumentalista a skladatel, původním povoláním filmař (kameraman).

## Životopis

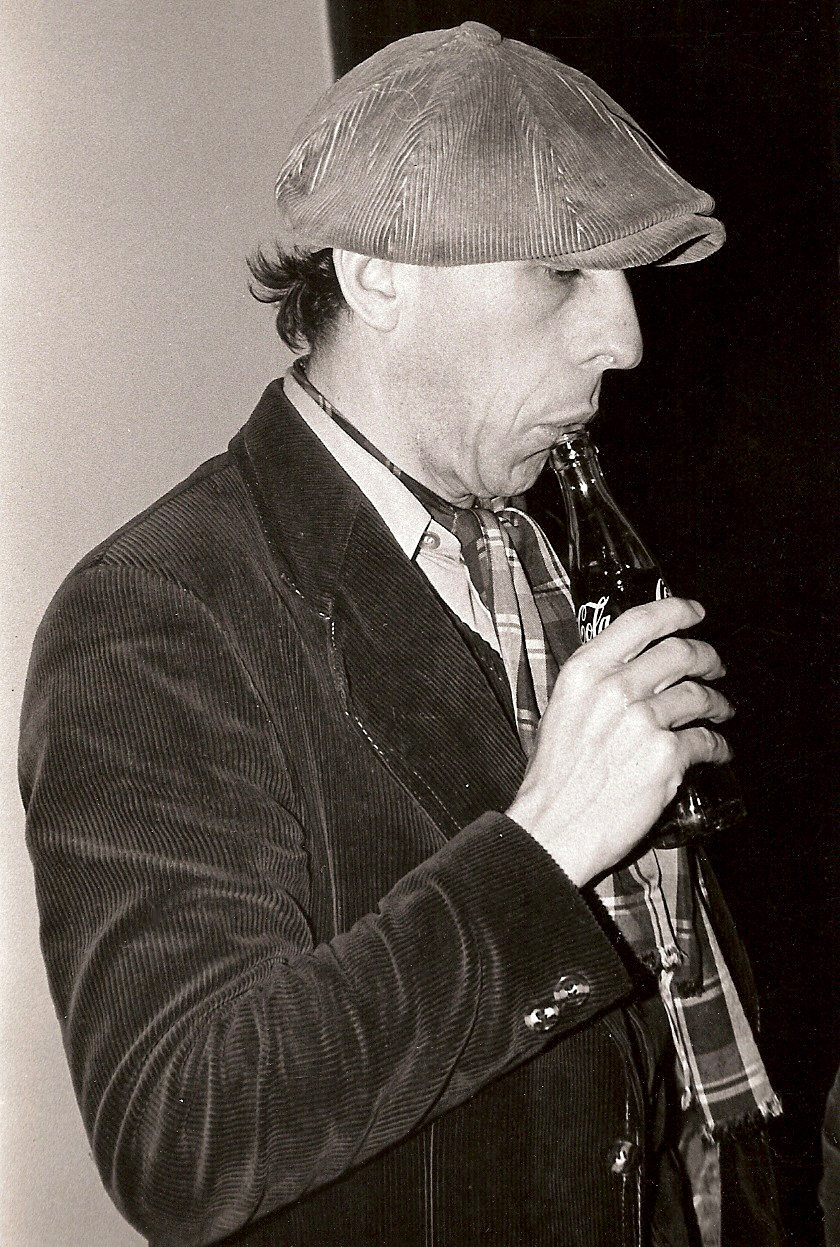
Jiří Stivín v roce 1978

Jeho matkou byla známá česká televizní a filmová herečka epizodních a malých komických rolí Eva Svobodová, jeho sestra Zuzana je bývalá česká herečka, někdejší členka Divadla Na Zábradlí, jeho dcera Zuzana je také herečkou a zpěvačkou, jeho dcera Markéta je flétnistka, syn Jiří hraje na bicí nástroje a druhý syn Adam na baskytaru. Má 7 vnoučat.
Vystudoval kameru na FAMU (u prof. Jána Šmoka) a během života se ve volných chvílích věnuje také fotografii, kterou příležitostně vystavuje (Muzeum umění Benešov, PS Parlamentu ČR aj.). Svůj profesní život zasvětil především  hudbě. Jeho hudební projev charakterizuje nespoutanost, improvizace a časté přecházení mezi jednotlivými hudebními styly. Vystupoval v rockové kapele Sputnici, byl členem činoherního souboru Hudebního divadla v Karlíně. Jeho hlavním oborem je však jazz. Založil v šedesátých letech soubor Jazz Q. V rámci ročního pobytu v Londýně studoval na Královské hudební akademii.
Po návratu do Československa založil soubor Stivín & Co. Jazz System. Mezi roky 1967 a 1969 byl členem souboru Divadla Járy Cimrmana. V letech 1970–1973 účinkoval jako člen, sólista a nakonec i dirigent činoherního orchestru Národního divadla v Praze. Později utvořil s Rudolfem Daškem uskupení System Tandem, které se setkalo s velkým úspěchem jak u odborníků, tak u veřejnosti na mnoha předních evropských jazzových festivalech. V osmdesátých letech působil především jako sólista účastnící se mnoha vlastních i cizích hudebních projektů. Jeho dvojalbum Výlety bylo v roce 1981 zařazeno mezi nejpozoruhodnější evropské jazzové projekty roku. Od osmdesátých let se především se souborem Collegium Quodlibet hojně věnuje provozování skladeb klasické hudby, v níž se specializuje na období renesance a baroka. V této oblasti získal zkušenosti zejména díky Milanu Munclingerovi, který učil Stivína hře na flétnu a seznámil ho s předklasickou interpretační praxí. S Milanem Munclingerem a členy souboru Ars rediviva také často vystupoval v proslulých Hovorech s flétnou a posluchači, nebo v rámci koncertních cyklů barokní hudby.
Od poloviny osmdesátých let také pedagogicky působil na Pražské konzervatoři, kde vyučoval hru na zobcovou flétnu. Na festivalu Jazztage Leverkusen '86 Stivín přišel s vlastním Workshop Band a další s Günther "Baby" Sommer, Theo Jörgensmann a Barre Phillips. Věnuje se i tvorbě hudby pro film a divadlo. V roce 1999 založil Centrum pro improvizaci v umění se sídlem ve Všenorech u Prahy, kde pořádá a vede improvizační dílny. Dne 28. 10. 2007 mu prezident ČR Václav Klaus udělil Státní vyznamenání Za zásluhy o stát v oblasti kultury a umění.

## Dílo (výběr)
- Cesta do hlubin hudební minulosti
- Dvě ryby v cizím městě (jazzový kvartet)
- Fantazie na barokní téma
- Všeliká věc má jistý čas (kantáta pro soprán, flétnu, cembalo a violu da gamba)
- Ohnivé propasti (jazzový kvartet)
- Pocta sv. Cecilii (Quodlibet pro sóla, sbor a varhany)
- Proměny času (fantazie pro příčnou flétnu a smyčce)
- Přesmyčka (variace na téma R. Daška pro malou zobcovou flétnu)
- Wagnerovské inspirace pro varhany a jazzový kvartet

## Divadlo Járy Cimrmana
Jiří Stivín od roku 1967 do roku 1969 působil v Divadle Járy Cimrmana. Hrál pouze v hře Domácí zabijačka, kde alternoval Jaroslava Vozába v roli Zvěřinové.

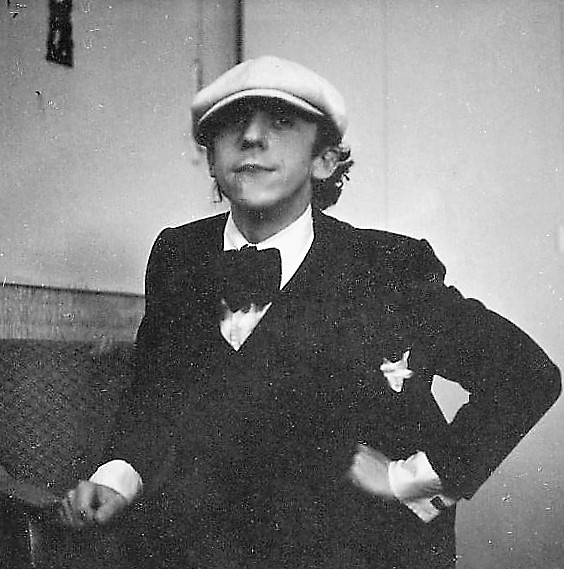
Jiří Stivín objektivem svého kolegy z FAMU Tomáše Fassatiho, 2. polovina 70. let 20. století

## Filmová hudba

### Hrané filmy
- Waterloo po česku (2002)
- Šach (studentský film, 2000)
- Bumerang (1996)
- Pevnost (1994)
- Marta a já (1990)
- Největší z Pierotů (TV seriál, 1990)
- Jestřábí moudrost (1989)
- Prstienky z kukučiny (TV film, 1989)
- Dámská jízda (TV film, 1987)
- Stivín koncertuje na večeru věnovaném památce jeho profesora z FAMU - Jána Šmoka - v Muzeu umění a designu Benešov.O živé vodě (TV film, 1987)
- Páni Edisoni (1987)
- Antonyho šance (1986)
- Jako jed (1985)
- Křesadlo (1985)

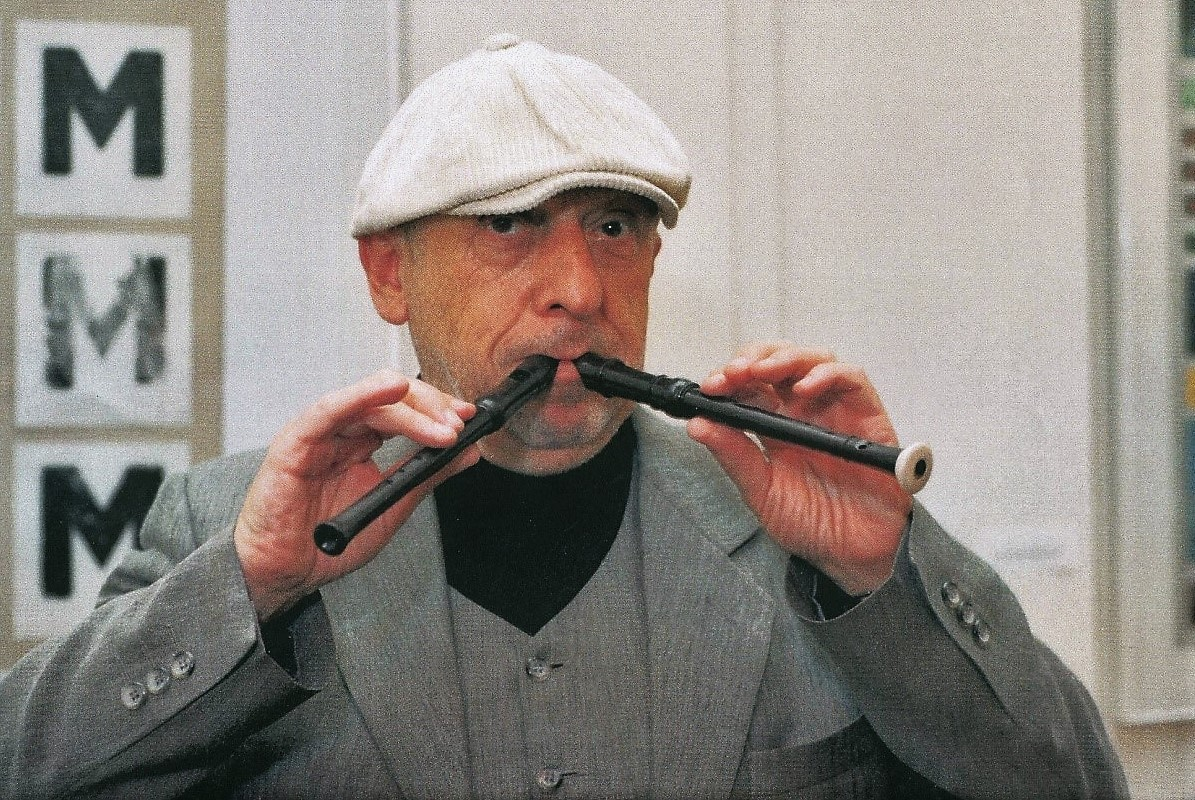
Stivín koncertuje na večeru věnovaném památce jeho profesora z FAMU - Jána Šmoka - v Muzeu umění a designu Benešov.

- O Matyldě s náhradní hlavou (1985)
- Polibky pana Pipa (1985)
- Tenký led (TV film, 1985)
- Városbújócska (1985)
- Co je vám, doktore? (1984)
- Haus Excelsior (TV film, 1984)
- Král Drozdí brada (1984)
- O princezně, která všechno viděla (1984)
- Společníci (1984)
- Faunovo velmi pozdní odpoledne (1983)
- Hráči (1982)
- Pavilón šeliem (1982)
- Players (1982)
- Procházky pana Pipa (1982)
- Kabinet špagetové hrůzy (amatérský film, 1981)
- Královna Koloběžka první (1981)
- Skleněný dům (1981)
- Nechci nic slyšet (1978)
- Siesta (1977)
- Pařížská komuna (TV film, 1970)
- Masožravá Julie (1969)

### Dokumentární filmy
- Občan Havel přikuluje (2009)
- Občan Václav Havel jede na dovolenou (2005)
- Mlha (1995)
- Václav Havel - česká pohádka (TV film, 1993)
- Turba ergo teatro (TV film, 1992)
- Otázky pro dvě ženy (1985)
- Město v bílém (1972)

## Diskografie
- Coniunctio – Blue Effect & Jazz Q, Supraphon, 1970 (reedice Bonton, 2001)
- Stivín & Co. Jazz System/Vladimír Tomek s přáteli, Panton, 1971
- 5 ran do čepice (Five Hits In The Row) – Jiří Stivín, Zbigniew Seifert, Rudolf Dašek, Barre Phillips, Josef Vejvoda, Milan Vitoch, Supraphon, 1972
- Our System Tandem – Jiří Stivín & Rudolf Dašek, RCA, 1974
- System Tandem – Jiří Stivín & Rudolf Dašek, JAPO, 1975
- Tandem – Jiří Stivín & Rudolf Dašek, Supraphon, 1976
- Koncert v Lublani – System Tandem Stivín & Dašek, Supraphon, 1976 (reedice Bonton, 1996)
- Zvěrokruh – Jiří Stivín/Gabriel Jonáš/Kühnův smíšený sbor/Talichovo kvarteto, Supraphon, 1977 (reedice Bonton, 1997)
- Rozhovory – Jiří Stivín/Tony Scott/Rudolf Dašek, Supraphon, 1981
- Výlety – Jiří Stivín & Pierre Favre, Supraphon, 1981
- G.Ph.Telemann: Koncertantní skladby se zobcovou flétnou – Jiří Stivín/Pražský komorní orchestr, Supraphon, 1981
- J. S. Bach: Koncert F dur pro cembalo, 2 zobcové flétny a smyčcové nástroje, Supraphon, 1982
- Antonio Vivaldi: Six Flute Concertos, op. 10 – Jiří Stivín/Slovenský komorný orchester, Opus, 1983 (reedice 1993)
- Zrcadlení – Mirka Křivánková – Jiří Stivín & Co., Supraphon, 1984
- Status Quo Vadis – Stivín/Pavlíček/Kryšpín/Havel/Bittová, Supraphon, 1987
- Reunion – System Tandem (Stivín & Dašek), Supraphon, 1989
- G. P. Telemann: Baroque Festival and other Baroque Favourites, Naxos, 1989
- Antonio Vivaldi – Koncerty pro zobcovou flétnu– Jiří Stivín & Virtuosi di Praga, Supraphon, 1991
- Inspiration by Folklore – Jiří Stivín & Co. Jazz Quartet, ARTA Records, 1991
- G. P. Telemann: Recorder Suite in A Minor, Viola Concerto, Tafelmusik, Naxos, 1991
- Flétny v renesanční hudbě – Jiří Stivín, ARTA Records, 1992
- Two generations in Jazz – Jiří Stivín & Jiří Stivín, P&J Music, 1992
- Live in Reduta – Abrahamoviny – Jiří Stivín & Co., Lotos, 1993
- Pocta sv. Cecilii – Jiří Stivín & Collegium Quodlibet, Lotos, 1993
- Pocta sv. Cecilii II – Jiří Stivín & Collegium Quodlibet, SQS, 1995
- Flétny v barokní hudbě – Jiří Stivín & Václav Uhlíř, Amabile, 1995
- G. P. Telemann – Jiří Stivín & Petr Hejný & Pro Arte Antique Praha, Arta, 1995
- Brabec, Stivín, Hudeček play Vivaldi, Gaetano Delogu – Supraphon, CD, 1995
- Alchymia musicae – Jiří Stivín, Gabriel Jonáš, Pražský vokální kvartet, Talichovo smyčcové kvarteto, ARTA Records, 1995
- Bordertalk – Jiří Stivín, Rob van den Broeck, Ali Haurand, Konnex, 1995
- Telemann pro zobcovou flétnu, violu da gamba a smyčce, ARTA Records, 1995
- Mé mládí je u konce – Zobcové flétny v hudbě 17. století – Jiří Stivín & Václav Uhlíř, Supraphon, 1997
- Pohádky filmových princezen – Jiří Stivín, Supraphon, 1997
- Pocta sv. Cecilii 3 – Jiří Stivín & Collegium Quodlibet, SQS, 1997
- Jazz Quartet Live v AghaRTĚ – Jiří Stivín & Co., ARTA Records, 1997
- 20th Anniversary Tour European Jazz Ensemble, Konnex, 1997
- Pocta sv. Cecilii 4 – Jiří Stivín & Collegium Quodlibet, SQS, 1998
- Excursions II Twenty Years After – Jiří Stivín & Pierre Favre, P&J Music, 1998
- Pocta sv. Cecilii 5 – Jiří Stivín & Collegium Quodlibet, SQS, 1999
- PF 2000 Jiří Stivín hraje 2000 Poslechových Fteřin pro Vltavín, Vltavín, 1999
- Pocta sv. Cecilii 6 – Jiří Stivín & Collegium Quodlibet, SQS, 2000
- G. P. Telemann – Jiří Stivín & Collegium Quodlibet, Supraphon, 2000
- Just the Two Of Us – Jiří Stivín & Ali Haurand, Konnex, 2001
- European Jazz Ensemble 25th Anniversary Tour, Konnex, 2002
- Cesty do hlubin hudební minulosti – Jiří Stivín & Collegium Quodlibet, Arta, 2002
- Telemann – Vivaldi – Bach – Hudeček – Stivín – Hasenörl, SQS, 2003
- Jazz na Hradě – Jazz sanatorium Luďka Hulana , Multisonic, 2004
- so what… tak co… – Jiří Stivín & Co. Jazz Quartet, SQS, 2004
- Benefiční koncert na pomoc Asii – Václav Hudeček, Jiří Stivín, Markéta Stivínová, Robert Hugo, Camerata Moravia, Český rozhlas, 2005
- Ballads – Ali Haurand & Friends, Konnex, 2005
- Jazz na Hradě – Odrazy a doteky – Jiří Stivín & Co. Jazz system, Multisonic, 2005
- Bye Bye Holland – Jiří Stivín & Jazzíček, Arta, 2006
- Live – Zlaté husle & Jiří Stivín, feeling, 2006
- Live in Hradec Králové 18.10.2003 – Jiří Stivín, Ali Haurand, Daniel Humair, SQS, 2007
- The Two Of Us "Just More" – Jiří Stivín & Ali Haurand, Konnex, 2008
- nahrávky z let 1963–1976 – S+HQ Karel Velebný & Company, Radioservis, 2008
- Jiří Stivín 65 - Koncert na Hradě 30.10.2007 – Jiří Stivín a přátelé, SQS, 2009

### Externí odkazy

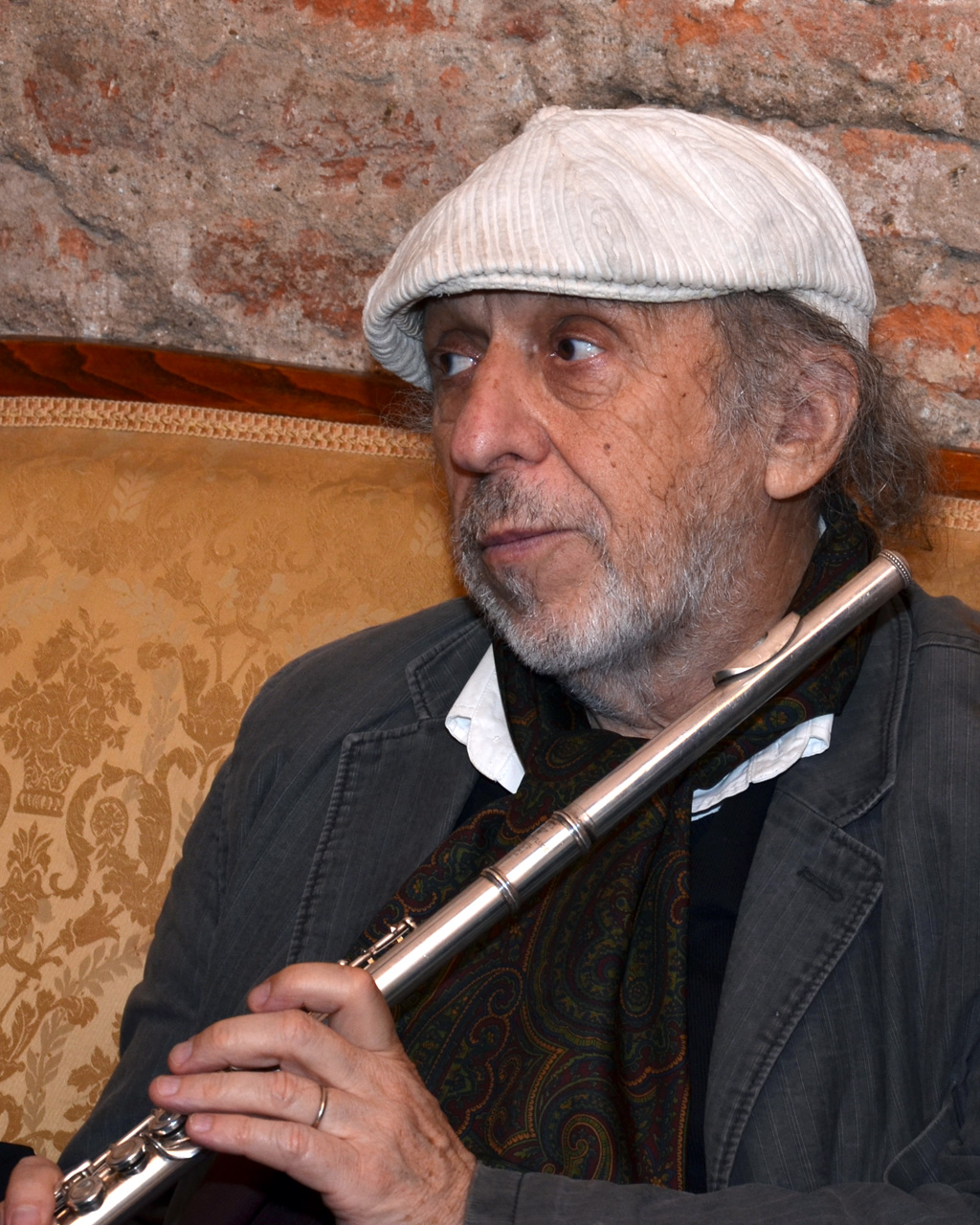